# کاولان سفلی
کاولان سفلی روستایی از توابع بخش خلیفان در شهرستان مهاباد است که در استان آذربایجان غربی ایران قرار دارد کاولان سفلی در ۶۵ کیلومتری مهاباد قرار گرفته.

## جمعیت
این روستا در دهستان کانی‌بازار واقع شده و براساس سرشماری سال ۱۳۸۵، جمعیت آن ۳۷۸ نفر (۶۳ خانوار) بوده‌است.